# Reteporellina evelinae
Reteporellina evelinae är en mossdjursart som beskrevs av Ernst Marcus 1955. Reteporellina evelinae ingår i släktet Reteporellina och familjen Phidoloporidae. Inga underarter finns listade i Catalogue of Life.